# Stanley Robinson
Stanley Earl Robinson (Birmingham, 14 luglio 1988 – Birmingham, 21 luglio 2020) è stato un cestista statunitense, professionista nella NBDL, in Europa e in Canada.
Giocava nel ruolo di ala piccola o di ala grande.

## Carriera professionistica
Dopo aver giocato al college con i Connecticut Huskies, si dichiara eleggibile per il Draft NBA 2010. Viene selezionato alla 59ª chiamata dagli Orlando Magic. Il 16 agosto 2010 firma un contratto non garantito della durata di un anno con i Magic. Il contratto non viene però confermato dopo il mese di allenamento, nell'ottobre 2010.
Nella stagione 2011-12 gioca con gli Iowa Energy nella NBA Development League.
Il 17 ottobre 2013 firma con i Moncton Miracles della National Basketball League of Canada (NBL). Tuttavia, il 5 febbraio 2014 viene svincolato dal contratto a causa di un infortunio. Robinson abbandona la squadra il 25 settembre di quell'anno.
Il 7 settembre del 2015 firma con i Leones de Quilpué, della Liga Nacional de Básquetbol de Chile (LNB).

## Palmarès
- Campione NBDL (2011)